# Geophytology
Geophytology (abreviado Geophytology) es una revista científica con ilustraciones y descripciones botánicas que fue publicado en Lucknow en 1971. 